# Ryō Hirohashi
Ryō Hirohashi (広橋涼, Hirohashi Ryō, nascuda el 5 d'agost del 1977.) és una Seiyū d'Aoni Production. És originària de Nagaoka, Niigata i es graduà a la Universitat de Ryukoku.

## Doblatges fets
L'ordre d'aquesta llista és personatge i sèrie.
- Alice Carroll, ARIA The ANIMATION (TV)
- Alice Carroll, ARIA The NATURAL (TV)
- Anja, Mahou Sensei Negima
- Antonio, Romeo × Juliet (TV)
- Asuka Sakino, Kimikiss pure rouge (TV)
- Ava, Mahou Shoujo Tai Arusu (TV)
- Chihaya Hiiragi, Magical Kanan (TV)
- Chiyo, Popotan (TV)
- Chouji Marukura, Bakugan Battle Brawlers (TV)
- Dorothy, Ultimate Muscle (TV)
- Elwing, Shining Tears X Wind (TV)
- Europa, Saint Seiya: El capítulo de Hades (OVA)
- Franca, Coyote Ragtime Show (TV)
- Hana, Gun Frontier (TV)
- Integra Martel, Solty Rei (TV)
- Isoka, One Piece (TV)
- Kim Aba, Area 88 (TV)
- Kiyomi Nouto, Kamichu (TV)
- Koyuki Azumaya, Keroro Gunso o Sergent Keroro (TV/Pel·lícula)
- Kyou Fujibayashi, Clannad (TV/Pel·lícula)
- Lotta Brest, Project Blue Earth SOS (TV)
- Lulu, Kamisama Kazoku (TV)
- Maid persocom, Chobits (TV)
- Maki Onda, Jigoku Shoujo Futakomori (TV)
- Mihori-san, Ai Yori Aoshi (TV)
- Monica, Bakuten Shoot Beyblade G Revolution (TV)
- Oume Itou, Ayakashi - Samurai Horror Tales (TV)
- Rakka, Haibane Renmei
- Rinna Kazamatsuri, Uchii no Stellvia
- Saya, Guardian of the Sacred Spirit (TV)
- Sora Naegino, Kaleido Star
- Suzune Shiratori, Pani Poni Dash! (TV)
- Tails, Sonic X (TV)